# Lunnis de leyenda
Los Lunnis de Leyenda és un programa de titelles i contes de llegenda produït per TVE i emès per Clan TV des de 2016 fins a 2021.

## Argument
Los Lunnis són éssers extraterrestres que habiten en el món de Lluna Lunera. En un clar del bosc solen troben a Lucrecia, que narra o ben antigues llegendes o bé les peripècies de famosos personatges històrics en cadascun dels episodis. El relat s'il·lustra en dibuixos animats i sempre culmina amb una cançó interpretada per Lucrecia relativa al personatge en qüestió.

## Episodis

### Personatges històrics
- Ada Lovelace
- Alfons X i els escacs
- Alice Guy
- Hanníbal
- Antoni Gaudí
- Beethoven
- Blas de Lezo
- Cervantes
- Charles Darwin
- Clara Campoamor
- Concepción Arenal
- Cristóbal Colón
- Diego Corrientes
- Velázquez i Las Meninas
- Edmund Hillary i Tenzing Norgay
- Rodrigo Díaz de Vivar
- El Greco
- Florence Nightingale
- Quevedo, l'espia
- Gonzalo Guerrero
- Hedy Lamarr
- Isaac Albéniz
- Isaac Newton
- Isaac Peral
- Isabel Farnese
- Isabel Zendal Gómez
- Jacques Cousteau
- Jane Goodall
- Jesse Owens
- Juan de Lepe
- Leonardo Da Vinci
- Lope de Vega
- Luci Minici Natal Quadroni, Campió Olímpic
- Fernão de Magalhães i Elcano
- Marco Polo
- María Goyri
- María Moliner
- María Pita
- Marie Curie
- Margarita Xirgu
- Martin Luther King
- Mary Shelley
- Pedro González
- Pedro Serrano
- Rachel Carson
- Ramón y Cajal
- Rosario Weiss Zorrilla
- Salvador Dalí
- Sant Jordi
- Wangari Maathai

### Llegendes
- Egeria
- Cavall de Troia
- El caçador i la Anjana
- El Carnestoltes de Lantz
- El Drac del Patriarca
- El gall de Barcelos
- El Gegant Botafuegos
- L'home peix de Liérganes
- El penyal d'Ifach
- El Príncep Ahmed i la Princesa Aldegunda
- El polp de Carteia
- El timbaler del Bruc
- El Tresor de les 7 Cadires
- El tresor del Dofí
- El Talp de la Catedral
- El Trasgu
- Gara i Jonay
- Habis, el rei tartèssic
- Hèrcules
- La cova d'Altamira
- La Dama d'Arintero
- La Encantá
- La Font de la Xana
- La llegenda de Formigal
- La llegenda de l'aqüeducte
- La llegenda de l'algodó
- La Mansaborá
- La Maruxaina
- La Princesa Yaiza
- La processó de les rates
- La Roldana
- La granota Tiddalick
- Els homes de Molsa
- Los Ratones Coloraos
- Marieta i el gegant Silbán
- Medina Azahara
- Ojáncano
- Olentzero
- Papamoscas
- Rodrigo i el palau encantat
- Sigurd i el tresor de Formentera
- Sofonisba i Lavinia

### Altres
- Cartons de Goya
- Les Falles
- Motí d'Esquilache
- Museu del Prado
- El Quixot
- Rosca de Reis